# Sàtir (metge)
Sàtir (en llatí Satyrus, en grec antic Σάτυρος) era un metge grec del segle ii, deixeble de Quint, segons diu Galè. Va ser aquest deixeble el que va conservar i transmetre les opinions de Quint als seus alumnes sense cap omissió.
Va viure alguns anys a Pèrgam i va ser un dels primers mestres de Galè (vers l'any 149). Va escriure algunes obres d'anatomia i uns comentaris sobre el part que s'havien inclòs al Corpus Hipocràtic. Cap dels seus escrits s'ha conservat.